# Plocopsylla enderleini
Plocopsylla enderleini är en loppart som beskrevs av Wagner 1933. Plocopsylla enderleini ingår i släktet Plocopsylla och familjen Stephanocircidae. Inga underarter finns listade i Catalogue of Life.